# Pseudoceros
Genre
Pseudoceros est un genre de vers plats polyclades marins de la famille des Pseudocerotidae.

## Description
Le genre Pseudoceros peut être grossièrement déterminé à partir de la morphologie des pseudo-tentacules, des yeux, du pharynx et du nombre de pores mâles. La détermination des espèces repose principalement sur le motif de couleurs.
Le genre Pseudoceros est caractérisé par une surface dorsale lisse et des bords ondulés. Les Pseudoceros sont ovales et plats avec peu de volants marginaux peu marqués dont le nombre tend à augmenter avec la taille. Ils sont émoussés en arrière ou légèrement effilés lorsqu'ils sont allongés.
Les espèces de ce genre ont un pharynx complexe et très plissé. Le pharynx est rond et ovale avec environ sept lobes pharyngés complexes (un antérieur, quatre latéraux et deux postérieurs), chacun se divisant ("en forme de papillon") et se prolongeant latéralement.
Les pseudo-tentacules sont de simples pliures du bord antérieur du corps qui se présentent soit sous forme de simples plis carrés tubulaires soit sous forme de larges volets pointus.
Les yeux cérébraux, dont le nombre augmente avec la taille, sont disposés en grappe en forme de fer à cheval avec des rangées concentriques.
Le genre Pseudoceros ne possède qu'un seul organe copulatif mâle avec une vésicule séminale et un pénis armé de papilles. La prostate est orientée antéro-dorsalement.
Beaucoup d'espèces du genre ont une livrée aux teintes aposématiques et sont donc toxiques.

## Distribution
Ce genre est répandu dans tous les Océans en eaux tempérées et tropicales.

## Alimentation
Les représentants de ce genre se nourrissent presque exclusivement d'Ascidies coloniales.

## Systématique
Le nom valide complet (avec auteur) de ce taxon est Pseudoceros Lang, 1884.
Pseudoceros a pour synonymes :
- Amblyceraeus Plehn, 1898
- Pseudocerops Bock, 1913
- Sphyngiceps Collingwood, 1876
- Stylochopsis Collingwood, 1876

### Liste des espèces

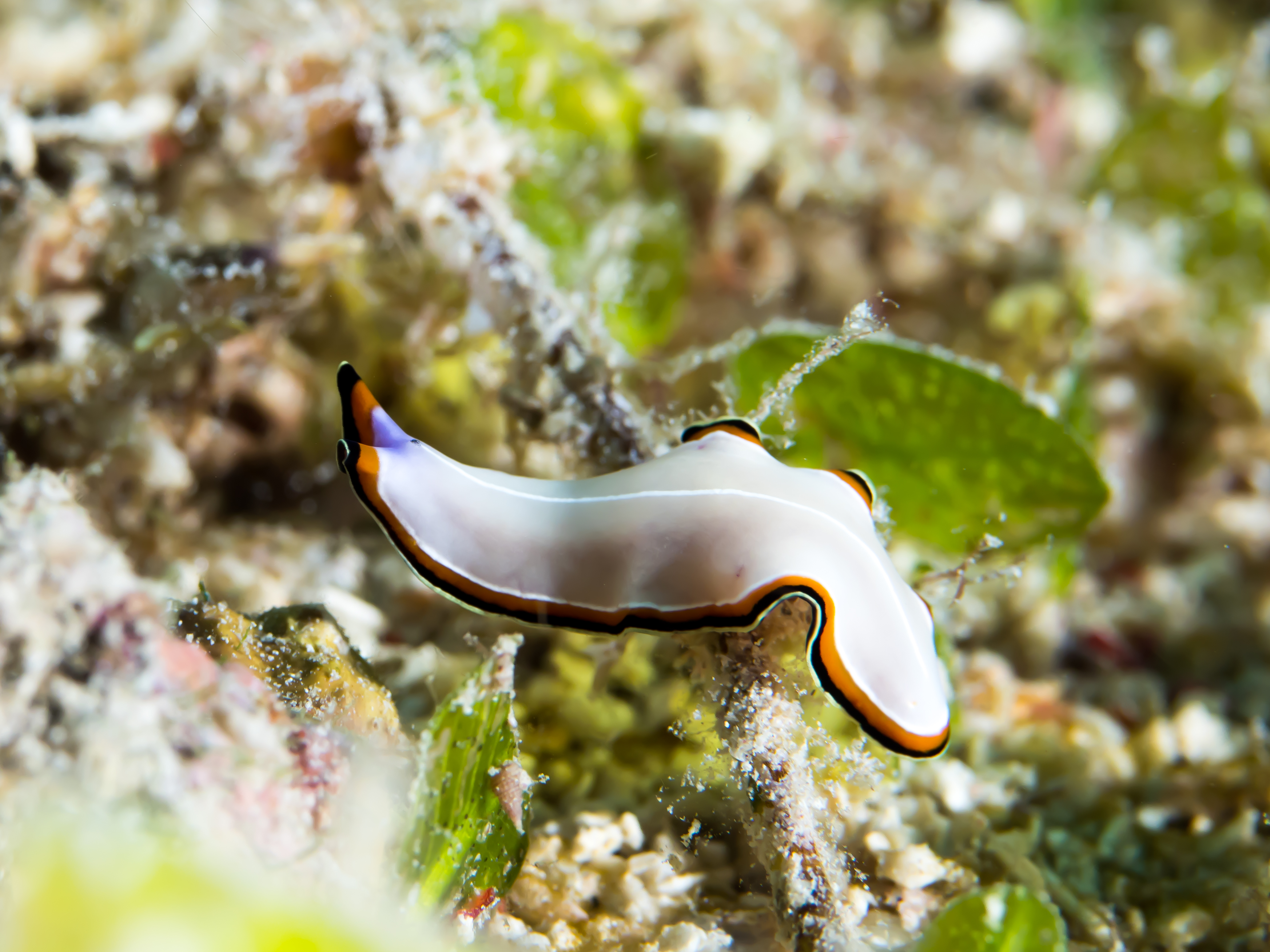
Pseudoceros bimarginatus

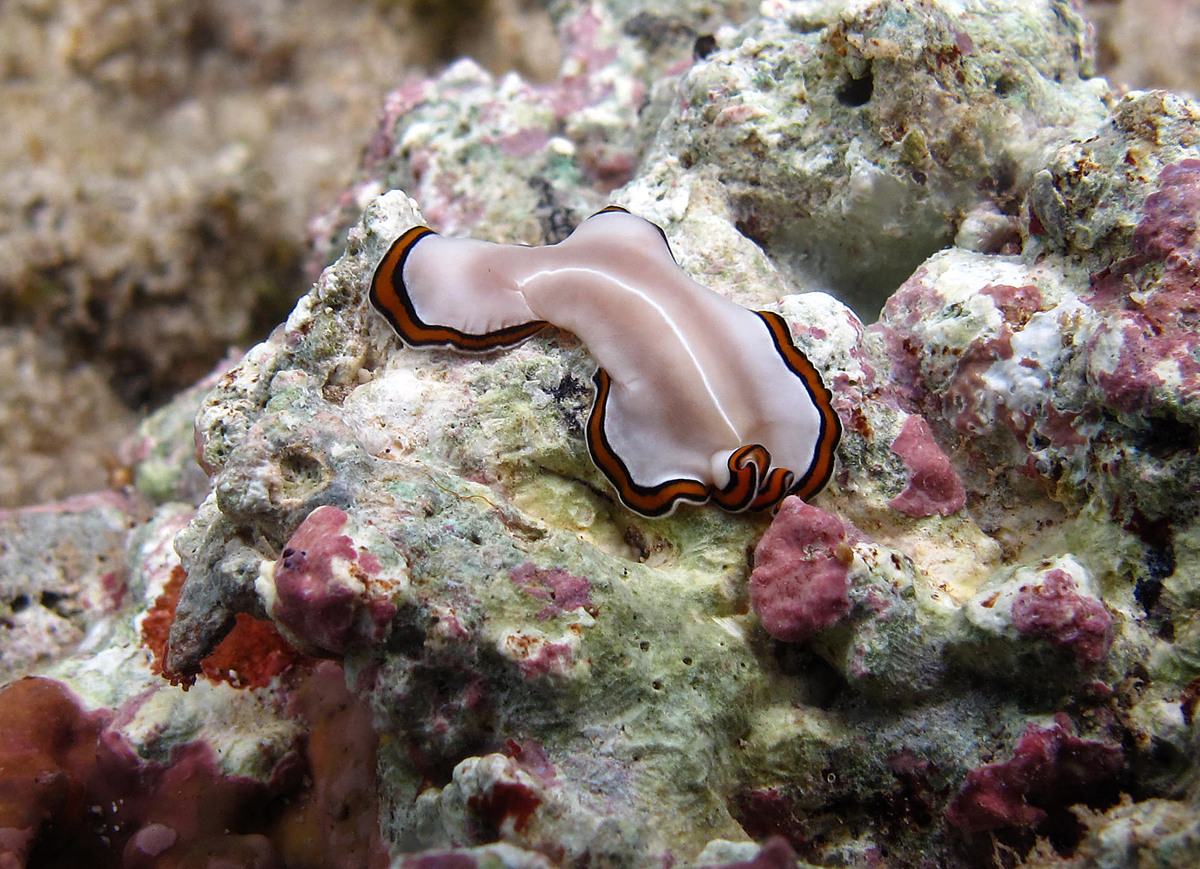
Pseudoceros confusus

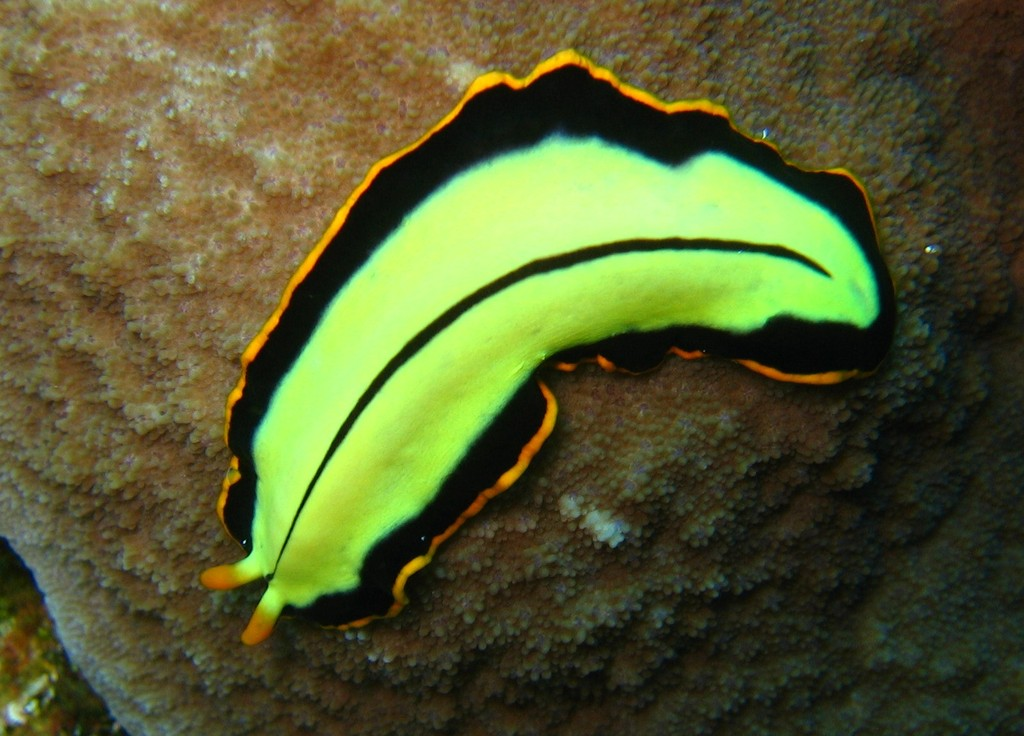
Pseudoceros dimidiatus

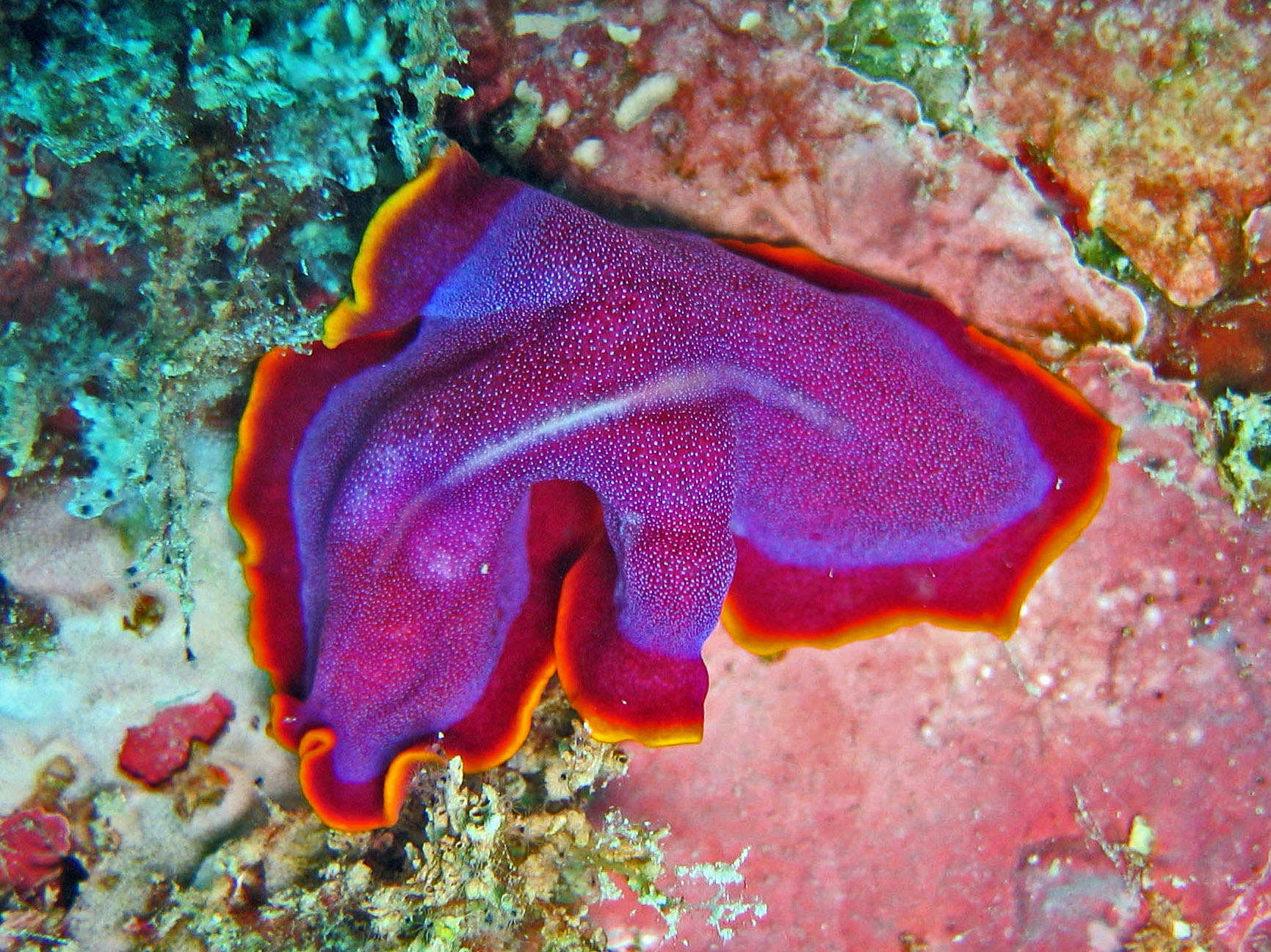
Pseudoceros ferrugineus

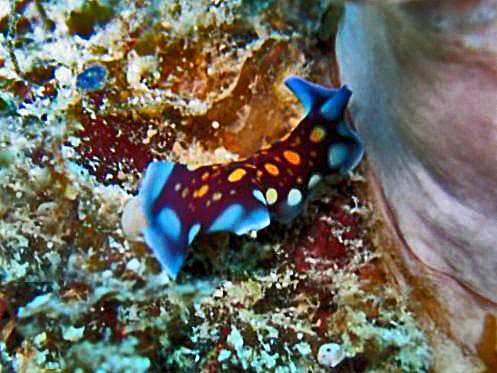
Pseudoceros lindae

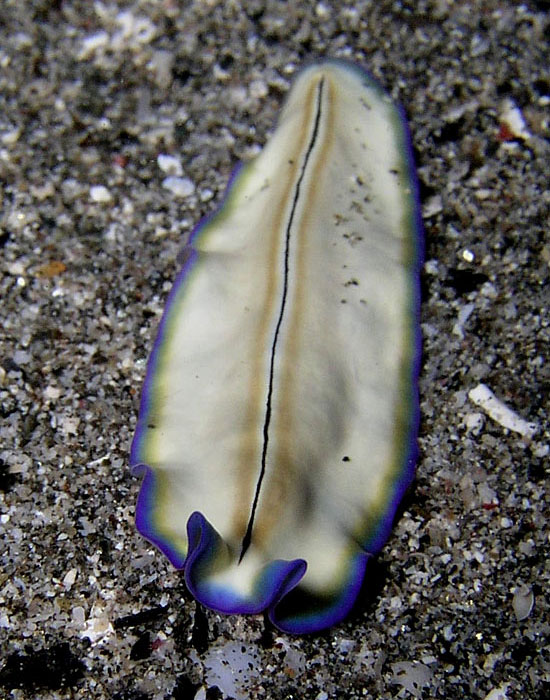
Pseudoceros monostichos

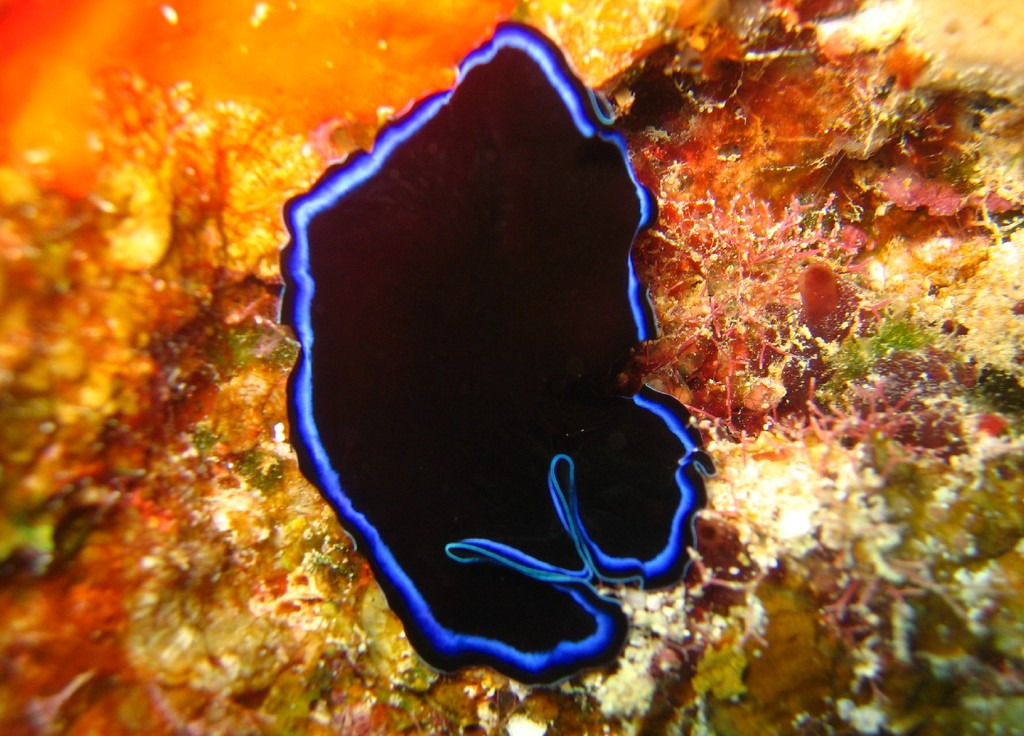
Pseudoceros sapphirinus

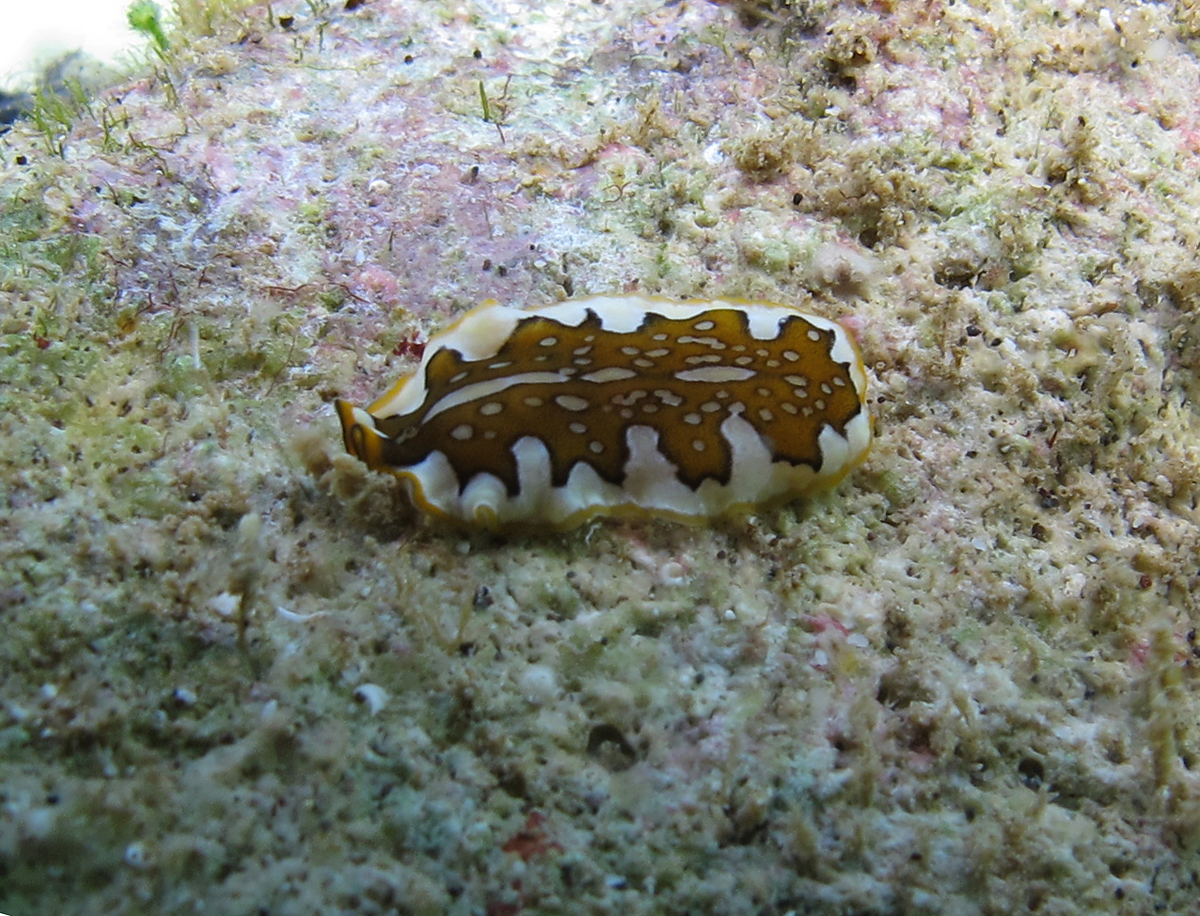
Pseudoceros scintillatus

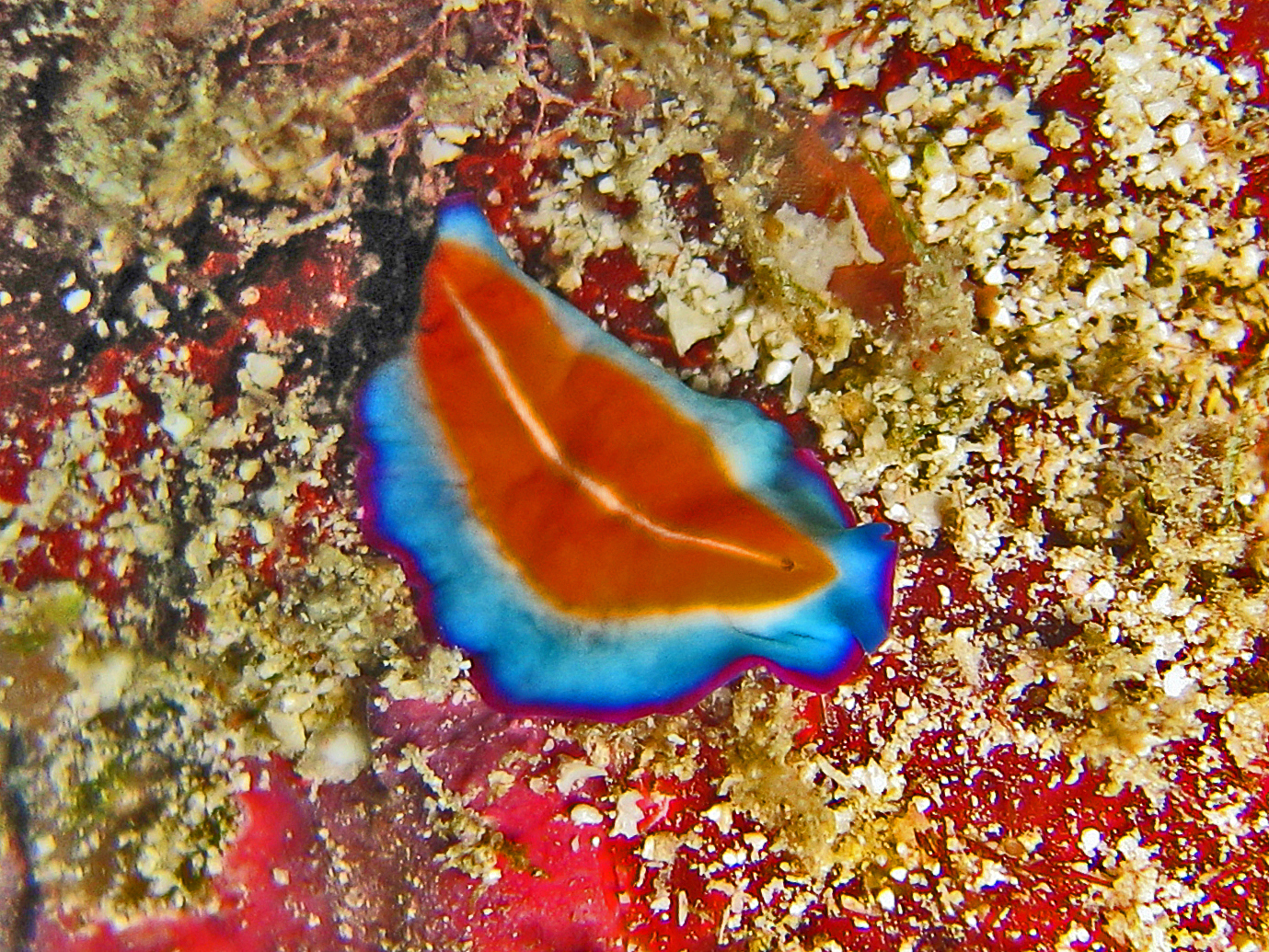
Pseudoceros susanae

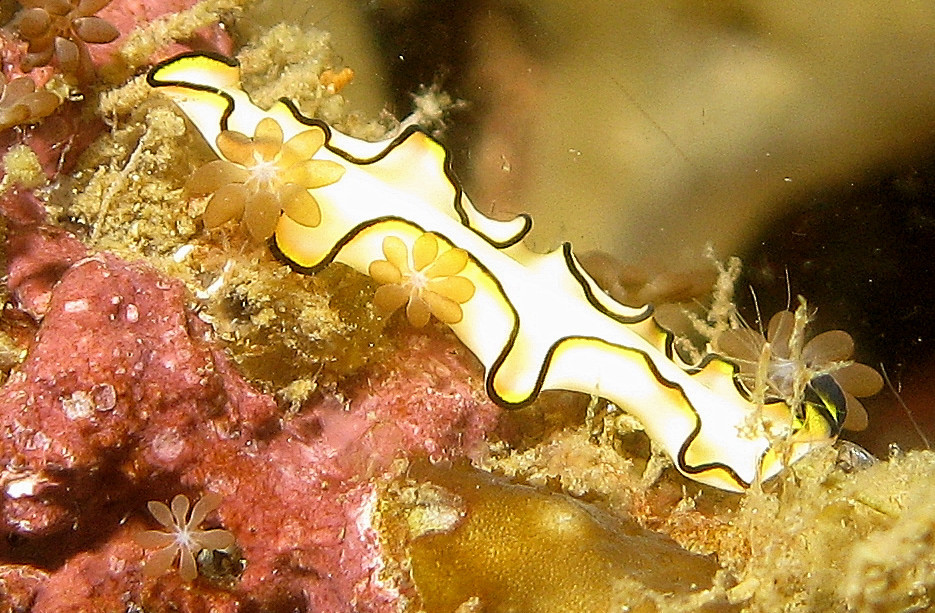
Pseudoceros sp.

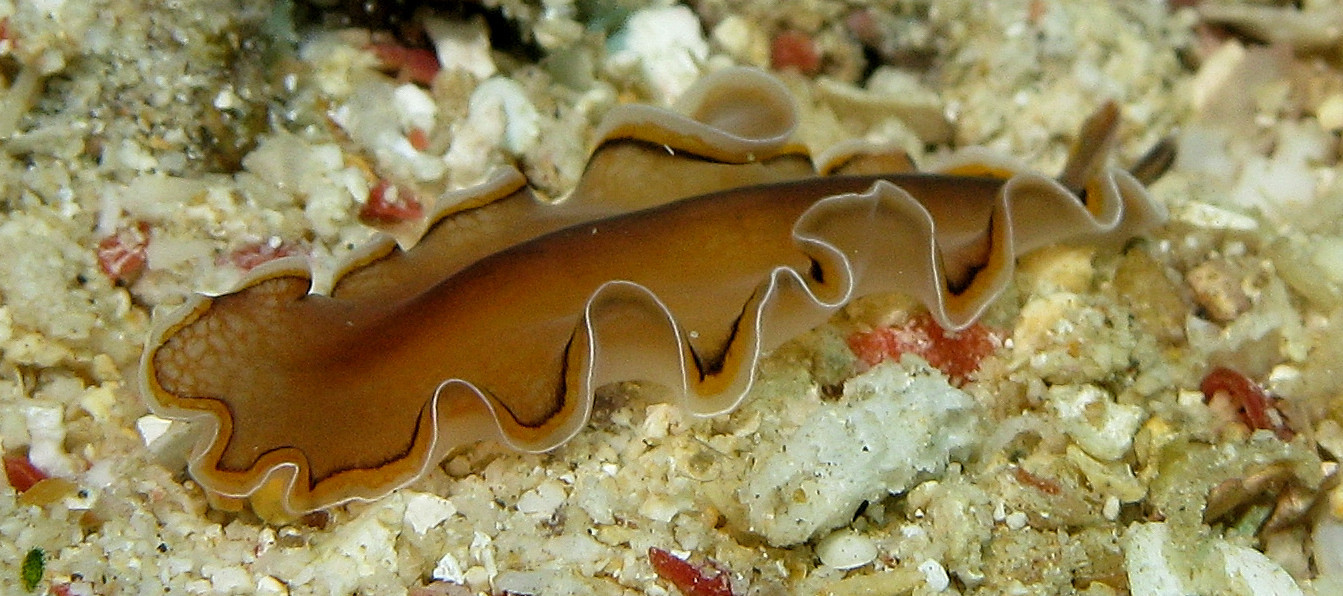
Pseudoceros sp.

Selon la base de données World Register of Marine Species (1er décembre 2023), le genre Pseudoceros contient les espèces suivantes :
- Pseudoceros affinis (Collingwood, 1876)
- Pseudoceros agattiensis Dixit, 2019
- Pseudoceros albicornus (Stimpson, 1857)
- Pseudoceros albomarginatus Hyman, 1959
- Pseudoceros asamusiensis Kato, 1939
- Pseudoceros astrorum Bulnes & Torres, 2014
- Pseudoceros ater Hyman, 1959
- Pseudoceros atraviridis (Collingwood, 1876)
- Pseudoceros atropurpureus Kato, 1934
- Pseudoceros auranticrinis Dixit, Raghunathan & Chandra, 2017
- Pseudoceros bicolor Verrill, 1902
- Pseudoceros bicuti Ramos-Sanchez, Bahia & Rolando Bastida-Zavala, 2020
- Pseudoceros bifasciatus Prudhoe, 1989
- Pseudoceros bimarginatus Meixner, 1907
- Pseudoceros bipurpureus Dixit, 2021
- Pseudoceros bolool Newman & Cannon, 1994
- Pseudoceros buskii (Collingwood, 1876)
- Pseudoceros caeruleocinctus Hyman, 1959
- Pseudoceros caeruleopunctatus Palombi, 1928
- Pseudoceros canadensis Hyman, 1953
- Pseudoceros cardinalis Haswell, 1907
- Pseudoceros cardiosorus (Schmarda, 1859)
- Pseudoceros cerebralis (Kelaart, 1858)
- Pseudoceros chloreus Marcus, 1949
- Pseudoceros clavicornis (Schmarda, 1859)
- Pseudoceros coccineus (Stimpson, 1857)
- Pseudoceros colemani Prudhoe, 1978
- Pseudoceros collingwoodi Laidlaw, 1903
- Pseudoceros concinnus (Collingwood, 1876)
- Pseudoceros confusus Newman & Cannon, 1995
- Pseudoceros contrarius Newman & Cannon, 1995
- Pseudoceros corallophilus Hyman, 1954
- Pseudoceros cruentus Newman & Cannon, 1998
- Pseudoceros devisii Woodworth, 1898
- Pseudoceros dimidiatus Graff, 1893
- Pseudoceros dulcis Kelaart, 1858
- Pseudoceros duplicinctus Prudhoe, 1989
- Pseudoceros exoptatus Kato, 1938
- Pseudoceros felis Newman & Cannon, 1994
- Pseudoceros ferrugineus Hyman, 1959
- Pseudoceros flavomaculatus Graff, 1893
- Pseudoceros flavomarginatus Laidlaw, 1902
- Pseudoceros fulminatus (Stimpson, 1855)
- Pseudoceros fuscogriseus Hyman, 1959
- Pseudoceros fuscopunctatus Prudhoe, 1978
- Pseudoceros fuscus (Kelaart, 1858)
- Pseudoceros galatheensis Dixit, Raghunathan & Chandra, 2017
- Pseudoceros galaxea Dixit, 2021
- Pseudoceros gamblei Laidlaw, 1902
- Pseudoceros glaucus Prudhoe, 1989
- Pseudoceros goslineri Newman & Cannon, 1994
- Pseudoceros gravieri Meixner, 1907
- Pseudoceros griseus Hyman, 1959
- Pseudoceros guttatomarginatus (Stimpson, 1855)
- Pseudoceros habroptilus Hyman, 1959
- Pseudoceros haddoni (Laidlaw, 1903)
- Pseudoceros harrisi Bolanos, Quiroga & Litvaitis, 2007
- Pseudoceros heronensis Newman & Cannon, 1994
- Pseudoceros imitatus Newman & Cannon, 1994
- Pseudoceros imperatus Newman & Cannon, 1998
- Pseudoceros indicus Newman & Schupp, 2002
- Pseudoceros intermittus Newman & Cannon, 1995
- Pseudoceros interruptus (Stimpson, 1855)
- Pseudoceros irretitus Newman & Cannon, 1998
- Pseudoceros japonicus (Stimpson, 1857)
- Pseudoceros jebborum Newman & Cannon, 1994
- Pseudoceros josei Newman & Cannon, 1998
- Pseudoceros juani Bahia et al., 2014
- Pseudoceros kelaarti (Collingwood, 1876)
- Pseudoceros kentii Graff, 1893
- Pseudoceros kylie Newman & Cannon, 1998
- Pseudoceros lacteus (Collingwood, 1876)
- Pseudoceros lactolimbus Newman & Cannon, 1998
- Pseudoceros laingensis Newman & Cannon, 1998
- Pseudoceros langamaakensis Faubel, 1983
- Pseudoceros laticlavus Newman & Cannon, 1994
- Pseudoceros latissimus type A (Schmarda, 1859)
- Pseudoceros leptostictus Bock, 1913
- Pseudoceros limbatus Leuckart, 1828
- Pseudoceros lindae Newman & Cannon, 1994
- Pseudoceros liparus Marcus, 1950
- Pseudoceros litoralis Bock, 1913
- Pseudoceros lividus Prudhoe, 1982
- Pseudoceros luteus (Plehn, 1898)
- Pseudoceros macroceraeus Schmarda, 1859
- Pseudoceros maculatus (Pease, 1860)
- Pseudoceros maximum Lang, 1884
- Pseudoceros maximus-type A Lang, 1884
- Pseudoceros meenae Dixit, Sivaperuman & Raghunathan, 2018
- Pseudoceros memoralis Kato, 1938
- Pseudoceros mexicanus Hyman, 1953
- Pseudoceros microcelis Prudhoe, 1989
- Pseudoceros microceraeus (Schmarda, 1859)
- Pseudoceros micropapillosus Kato, 1934
- Pseudoceros monostichos Newman & Cannon, 1994
- Pseudoceros montereyensis Hyman, 1953
- Pseudoceros mororum Cuadrado, Moro & Norena, 2017
- Pseudoceros mossambicus Prudhoe, 1989
- Pseudoceros mulleri (Delle Chiaje, 1829)
- Pseudoceros niger (Stimpson, 1857)
- Pseudoceros nigrocinctus (Schmarda, 1859)
- Pseudoceros nigropunctatus Dixit, Raghunathan & Chandra, 2017
- Pseudoceros nipponicus Kato, 1944
- Pseudoceros ouini Newman & Cannon, 1994
- Pseudoceros ovimaculatus Prudhoe, 1989
- Pseudoceros paradoxus Bock, 1927
- Pseudoceros paralaticlavus Newman & Cannon, 1994
- Pseudoceros periaurantius Newman & Cannon, 1994
- Pseudoceros periphaeus Bock, 1913
- Pseudoceros peripurpureus Newman & Cannon, 1994
- Pseudoceros perviolaceus (Schmarda, 1859)
- Pseudoceros pius Kato, 1938
- Pseudoceros pleurostictus Bock, 1913
- Pseudoceros punctatus Laidlaw, 1902
- Pseudoceros purpureus (Kelaart, 1858)
- Pseudoceros rawlinsonae Bolanos, Quiroga & Litvaitis, 2007
- Pseudoceros regalus Laidlaw, 1903
- Pseudoceros reticulatus Yeri & Kaburaki, 1918
- Pseudoceros rubellus Laidlaw, 1903
- Pseudoceros rubronanus Newman & Cannon, 1998
- Pseudoceros rubrotentaculatus Kaburaki, 1923
- Pseudoceros sagamianus Kato, 1937
- Pseudoceros sapphirinus Newman & Cannon, 1994
- Pseudoceros scintillatus Newman & Cannon, 1994
- Pseudoceros scriptus Newman & Cannon, 1998
- Pseudoceros stellans Dixit, 2019
- Pseudoceros stimpsoni Newman & Cannon, 1998
- Pseudoceros striatus Kelaart, 1858
- Pseudoceros susanae Newman & Anderson, 1997
- Pseudoceros texanus Hyman, 1955
- Pseudoceros tigrinus Laidlaw, 1902
- Pseudoceros tomiokaensis Kato, 1938
- Pseudoceros tristriatus Hyman, 1959
- Pseudoceros variegatus Prudhoe, 1989
- Pseudoceros velutinus (Blanchard, 1847)
- Pseudoceros verecundus Newman & Cannon, 1994
- Pseudoceros vinosus Meixner, 1907
- Pseudoceros vishnui Dixit, Raghunathan & Chandra, 2017
- Pseudoceros yessoensis Kato, 1937
- Pseudoceros zebra (Leuckart, 1828)
- Pseudoceros zeylanicus (Kelaart, 1858)

Synonymes, reclassements
- l'espèce Pseudoceros affinis (Kelaart, 1858) est remplacée par Pseudoceros affinis (Collingwood, 1876)
- l'espèce Pseudoceros albicornis (Stimpson, 1857) est remplacée par Pseudoceros albicornus (Stimpson, 1857)
- l'espèce Pseudoceros albomarginitus Hyman, 1959 est remplacée par Pseudoceros albomarginatus Hyman, 1959
- l'espèce Pseudoceros armatus (Kelaart, 1858) est remplacée par Acanthozoon armatum (Kelaart, 1858)
- l'espèce Pseudoceros aureolineata Verrill, 1901 est remplacée par Maritigrella aureolineatus (Verrill, 1901)
- l'espèce Pseudoceros aureolineatus Verrill, 1901 est remplacée par Maritigrella aureolineatus (Verrill, 1901)
- l'espèce Pseudoceros bajae Hyman, 1953 est remplacée par Pseudobiceros bajae (Hyman, 1953)
- l'espèce Pseudoceros bedfordi Laidlaw, 1903 est remplacée par Pseudobiceros bedfordi (Laidlaw, 1903)
- l'espèce Pseudoceros bifurcus Prudhoe, 1989 est remplacée par Pseudoceros liparus Marcus, 1950
- l'espèce Pseudoceros bimarginatum Meixner, 1907 est remplacée par Pseudoceros corallophilus Hyman, 1954
- l'espèce Pseudoceros caeruleopunstatus Palombi, 1928 est remplacée par Pseudoceros caeruleopunctatus Palombi, 1928
- l'espèce Pseudoceros cinereus Palombi, 1931 est remplacée par Pseudobiceros cinereus (Palombi, 1931)
- l'espèce Pseudoceros clavicornus (Schmarda, 1859) est remplacée par Pseudoceros clavicornis (Schmarda, 1859)
- l'espèce Pseudoceros crozieri Hyman, 1939 est remplacée par Prostheceraeus crozieri (Hyman, 1939)
- l'espèce Pseudoceros depiliktabub Newman & Cannon, 1994 est remplacée par Pseudoceros duplicinctus Prudhoe, 1989
- l'espèce Pseudoceros evelinae Marcus, 1950 est remplacée par Pseudobiceros splendidus (Lang, 1884)
- l'espèce Pseudoceros fulvogriseus Hyman, 1959 est remplacée par Pseudobiceros fulvogriseus (Hyman, 1959)
- l'espèce Pseudoceros gardineri Laidlaw, 1902 est remplacée par Pseudobiceros gardinieri (Laidlaw, 1902)
- l'espèce Pseudoceros gardinieri (Laidlaw, 1902) est remplacée par Pseudobiceros gardinieri (Laidlaw, 1902)
- l'espèce Pseudoceros gratus Kato, 1937 est remplacée par Pseudobiceros gratus (Kato, 1937)
- l'espèce Pseudoceros hancockanus (Collingwood, 1876) est remplacée par Pseudobiceros hancockanus (Collingwood, 1876)
- l'espèce Pseudoceros hispidus Du Bois-Reymond Marcus, 1955 est remplacée par Acanthozoon hispidum (Du Bois-Reymond Marcus, 1955)
- l'espèce Pseudoceros izuensis (Kato, 1944) est remplacée par Pseudobiceros izuensis (Kato, 1944)
- l'espèce Pseudoceros kelaartii (Collingwood, 1876) est remplacée par Pseudoceros kelaarti (Collingwood, 1876)
- l'espèce Pseudoceros langemaakensis Faubel, 1984 est remplacée par Pseudoceros langamaakensis Faubel, 1983
- l'espèce Pseudoceros latissimus (Schmarda, 1859) est remplacée par Pseudoceros latissimus type A (Schmarda, 1859)
- l'espèce Pseudoceros latissimus typeB (Schmarda, 1859) est remplacée par Pseudobiceros schmardae Faubel, 1984
- l'espèce Pseudoceros lepida (Heath & McGregor, 1913) est remplacée par Acanthozoon lepidum (Heath & McGregor, 1912)
- l'espèce Pseudoceros limbatus Haswell, 1907 est remplacée par Pseudoceros liparus Marcus, 1950
- l'espèce Pseudoceros luteomarginatus Yeri & Kaburaki, 1918 est remplacée par Plagiotata promiscua Plehn, 1896
- l'espèce Pseudoceros maculosus Pearse, 1938 est remplacée par Acanthozoon maculosum (Pearse, 1938)
- l'espèce Pseudoceros malayensis (Collingwood, 1876) est remplacée par Pseudobiceros hancockanus (Collingwood, 1876)
- l'espèce Pseudoceros marmoratus Plehn, 1898 est remplacée par Cryptoceros marmoratus (Plehn, 1898)
- l'espèce Pseudoceros maximus Lang, 1884 est remplacée par Pseudoceros maximus-type A Lang, 1884
- l'espèce Pseudoceros maximus-typeB Lang, 1884 est remplacée par Monobiceros langi Faubel, 1984
- l'espèce Pseudoceros micronesianus Hyman, 1955 est remplacée par Pseudobiceros bedfordi (Laidlaw, 1903)
- l'espèce Pseudoceros miniatus (Schmarda, 1859) est remplacée par Pseudobiceros miniatus (Schmarda, 1859)
- l'espèce Pseudoceros mopsus Marcus, 1952 est remplacée par Phrikoceros mopsus (Marcus, 1952)
- l'espèce Pseudoceros muelleri (Delle Chiaje, 1829) est remplacée par Pseudoceros mulleri (Delle Chiaje, 1829)
- l'espèce Pseudoceros nigromarginatus Yeri & Kaburaki, 1918 est remplacée par Pseudobiceros nigromarginatus (Yeri & Kaburaki, 1918)
- l'espèce Pseudoceros papilionis (Kelaart, 1858) est remplacée par Acanthozoon papilionis (Kelaart, 1858)
- l'espèce Pseudoceros pardalis Verrill, 1900 est remplacée par Pseudobiceros pardalis (Verrill, 1900)
- l'espèce Pseudoceros perviolaceus Hyman, 1955 est remplacée par Pseudoceros perviolaceus (Schmarda, 1859)
- l'espèce Pseudoceros philippinensis Kaburaki, 1923 est remplacée par Pseudobiceros philippinensis (Kaburaki, 1923)
- l'espèce Pseudoceros prudhoei Newman & Cannon, 1994 est remplacée par Pseudoceros duplicinctus Prudhoe, 1989
- l'espèce Pseudoceros regalis Laidlaw, 1903 est remplacée par Pseudoceros regalus Laidlaw, 1903
- l'espèce Pseudoceros rubrocinctus (Schmarda, 1859) est remplacée par Pseudobiceros rubrocinctus (Schmarda, 1859)
- l'espèce Pseudoceros rubrocinstus (Schmarda, 1859) est remplacée par Pseudobiceros rubrocinctus (Schmarda, 1859)
- l'espèce Pseudoceros splendidus (Lang, 1884) est remplacée par Pseudobiceros splendidus (Lang, 1884)
- l'espèce Pseudoceros splendidus Stummer-Traunfels, 1933 est remplacée par Pseudobiceros splendidus (Lang, 1884)
- l'espèce Pseudoceros striatus (Schmarda, 1859) est remplacée par Pseudobiceros gratus (Kato, 1937)
- l'espèce Pseudoceros strigosus Marcus, 1950 est remplacée par Pseudobiceros gratus (Kato, 1937)
- l'espèce Pseudoceros superbus Lang, 1884 est remplacée par Pseudobiceros splendidus (Lang, 1884)
- l'espèce Pseudoceros superbus (Schmarda, 1859) est remplacée par Pseudobiceros undulatus (Kelaart, 1858)
- l'espèce Pseudoceros susakiensis Kato, 1934 est par Katheurylepta susakiensis (Kato, 1934)
- l'espèce Pseudoceros suzakiensis Kato, 1934 est remplacée par Katheurylepta susakiensis (Kato, 1934)
- l'espèce Pseudoceros undulata (Kelaart, 1858) est remplacée par Pseudobiceros undulatus (Kelaart, 1858)
- l'espèce Pseudoceros undulatus (Kelaart, 1858) est remplacée par Pseudobiceros undulatus (Kelaart, 1858)
- l'espèce Pseudoceros violaceous (Schmarda, 1859) est remplacée par Pseudoceros perviolaceus (Schmarda, 1859)
- l'espèce Pseudoceros violaceus (Kelaart, 1858) est remplacée par Eurylepta violacea Kelaart, 1858
- l'espèce Pseudoceros violaceus (Schmarda, 1859) est remplacée par Pseudoceros perviolaceus (Schmarda, 1859)
- l'espèce Pseudoceros virescens (Schmarda, 1859) est remplacée par Pseudobiceros viridis (Kelaart, 1858)
- l'espèce Pseudoceros virescens Hyman, 1955 est remplacée par Pseudobiceros viridis (Kelaart, 1858)
- l'espèce Pseudoceros viridis (Kelaart, 1858) est remplacée par Pseudobiceros viridis (Kelaart, 1858)
- l'espèce Pseudoceros viridis (Schmarda, 1859) est remplacée par Pseudobiceros viridis (Kelaart, 1858)
- l'espèce Pseudoceros yeesoensis Kato, 1937 est remplacée par Pseudoceros yessoensis Kato, 1937

- Sous-genre Pseudoceros (Acanthozoon) Heath & McGregor, 1912
  - l'espèce Pseudoceros (Acanthozoon) hispidum Du Bois-Reymond Marcus, 1955 est remplacée par Acanthozoon hispidum (Du Bois-Reymond Marcus, 1955)
  - l'espèce Pseudoceros (Acanthozoon) lepidus Heath & McGregor, 1912 est remplacée par Acanthozoon lepidus (Heath & McGregor, 1912)
  - l'espèce Pseudoceros (Acanthozoon) maculosum (Pearse, 1938) est remplacée par Acanthozoon maculosum (Pearse, 1938)